# 铸钢
铸钢是有關鋼的鑄造，外形要求到淨形（net）或接近淨形的。当鑄鐵的強度或是抗衝擊性不足以满足产品要求时，會使用鋼鑄造。但铸钢的铸造性能较差而且成本更高，為其缺點。
會用到鋼鑄件的零件有水力發電水轮机、鍛壓機、齿轮、轉向架、閥門、泵外殼、采矿业机器、輪船設備、渦輪增壓器、涡轮发动机及引擎汽缸本體。
铸钢可以分为碳鋼和合金鋼二類。

## 鋼的鑄造性
鋼的鑄造比鐵要難。鋼的熔點較高，收縮率較大，因此在模具設計時需列入考量。其冒口的空間要比較大，在金屬冷卻收縮時可以補充材料。也需要考慮模穴的厚度，因為越薄的模穴，其冷卻速度越快，可能會造成內部的應力點，最後使工件破裂。
液態鋼的流動性也比液態鐵要差，因此不容易在模穴中流動，填滿複雜的縫隙。液態鋼也比較容易和模具內部表面反應，更容易出現無法預測的結果。

## 加工性
鑄件一般會需要加工來達到準確的誤差以及表面精度。鑄鋼是最容易加工的鋼。若是要切削或是研磨高碳鋼，需要的時間較長，而且刀具比較容易磨損。低碳鋼在加工時會黏性，不容易加工。
一般來說，若是為了提昇機械性能而加入的合金，也會讓加工更困難

## 阻尼能力
若設備需要考慮振動因素時，常會用鑄造方式來生產各種不同的組件。鑄鋼的阻尼能力比鑄鐵要弱，因此容易造成過度的振動，以及噪音。

## 耐衝擊以及耐磨
大部份的钢在強度以及延展性上有很好的平衡，因此會格外的堅韌。可以承受較大的應力和應變，不會破損。钢也是相當耐磨材料。若加入合金，可以提昇耐衝擊以及耐磨特性。

### 書目
- Oberg, Erik; Jones, Franklin D.; Horton, Holbrook L.; Ryffel, Henry H.,  26th, New York: Industrial Press Inc., 2000, ISBN 0-8311-2635-3.